# 2022년 파푸아뉴기니 지진
2022년 파푸아뉴기니 지진은 2022년 9월 11일 파푸아뉴기니 모로베주 북부에서 발생한 모멘트 규모 Mw7.6~7.7의 지진이다. 이 지진은 피니스테레 산맥 아래 116.0 km 진원 깊이의 심발지진이자 정단층에서 일어난 지진이다. 감지된 최대 진도는 수정 메르칼리 진도 계급 기준 VIII이다. 파푸아뉴기니 전역 외에도 이웃한 인도네시아에서도 강한 흔들림이 느껴졌다. 지진으로 산사태가 발생해 21명이 사망하고 42명이 부상을 입었다.

## 지질학적 배경

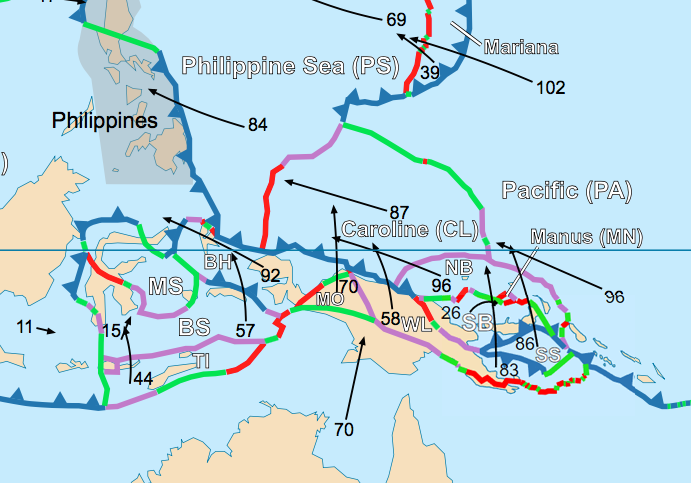
뉴기니섬 주변의 판 구조를 그린 지도

이번 지진은 오스트레일리아판이 태평양판을 향해 동쪽에서 동북쪽으로 이동해 섭입하는, 지질학적으로 매우 복잡한 지역에서 발생했다. 오스트레일리아판은 1년에 약 100 mm 이동한다. 뉴기니섬 지역에서 발생하는 지진은 보통 두 대형 판의 대규모 수렴 작용과 그 외 남비스마르크판, 솔로몬해판, 우들라크판과 같은 여러 미판의 복잡한 상호 작용 속에서 발생한다.
이번 지진은 약 370만년 전 융기한 화산쇄설물과 화산 지층으로 구성된 거대한 산맥인 피니스트레 산맥 아래 깊은 곳에서 발생했다. 이 산맥에서는 비와 지진으로 산사태가 빈발하게 일어나는 편이다. 1993년에는 거대한 지진이 산맥을 강타했다.
파푸아뉴기니는 세계에서 지진이 가장 빈발하는 지역 중 하나이다. 매년 규모 M5 이상의 지진이 100회 이상 발생한다고 추정된다. 파푸아뉴기니의 지진 취약성은 1982년 위험 지도가 만들어지며 본격적으로 인식되기 시작했다. 하지만 이런 지도는 실제 위험 수준을 과소평가하는 경우가 많았다. 파푸아뉴기니의 현행 건축법도 오래된 정보를 기반으로 해 취약하다. 대부분의 건물은 벽돌로 지어진 조적식 건물로 지진에 매우 취약하다.

## 지진
미국 지질조사국(USGS)에서는 이번 지진의 진원 깊이는 116.0 km, W상 모멘트 규모 기준 Mww7.6으로 측정했다. GEOSCOPE 측은 모멘트 규모 Mw7.7에 진원 깊이 36 km로, 유럽-지중해 지진학 센터에서는 Mw7.6에 진원 깊이 80 km로 측정했다. 단층면해 분석 결과 서북서-동쪽 축을 주향으로, 북-동북 방면 경사로 한 혹은 동쪽을 주향으로, 남쪽을 경사로 한 정단층형 중발지진으로 확인되었다. USGS는 이 정도의 일반적인 단층은 보통 75 km × 30 km 크기라고 밝혔다. 중발지진으로 간주되는 이번 지진은 섭입한 지각판과 위에 얹혀진 지각판 사이에서 발생하는 천발지진과는 다르며 섭입되어 밑으로 들어간 슬래브 내에서 변형이 일어나 발생한 지진이라고 분석했다. 일반적으로 비슷한 규모의 천발지진보다는 진원 바로 위의 지표상 피해는 적긴 하지만, 진원지에서 먼 거리에서도 큰 규모의 중발지진이 느껴질 수 있다. 진원 깊이가 300 km 이상인 심발지진도 파푸아뉴기니 동북부 비스마르크해 해저에서 빈발한다.

## 피해

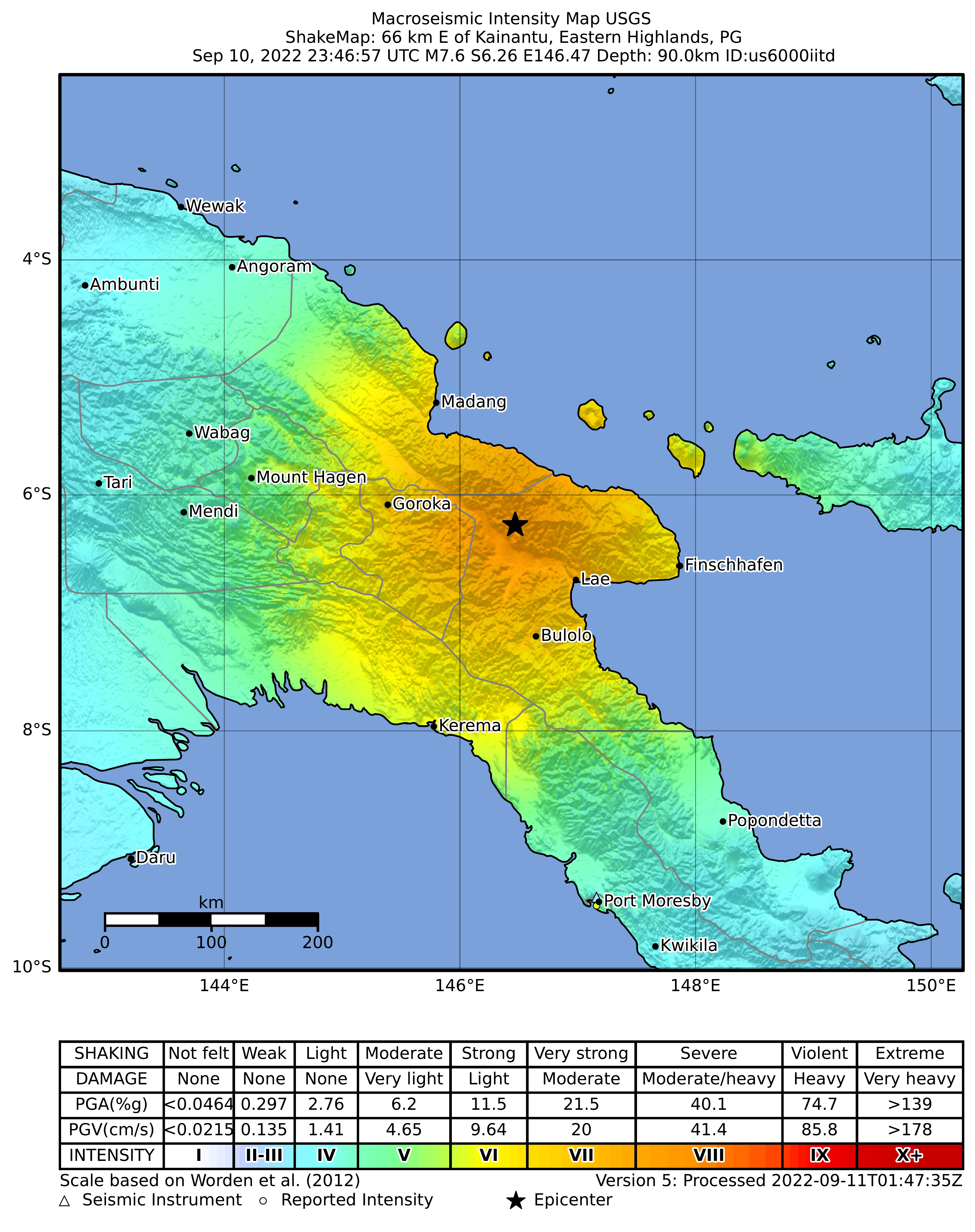
미국 지질조사국(USGS)이 발표한 이번 파푸아뉴기니 지진의 각 지역별 진도를 그린 지도

이번 지진으로 총 21명이 사망하고 42명이 부상을 입었다. 사망자 중 11명은 모로베주에서, 마당주에서 5명, 동부하일랜즈주에서 5명이 사망했다. 총리 제임스 마라페는 지진으로 인한 파괴와 사상자 규모는 알 수 없으며 여러 지역이 피해를 입은 상태라고 밝혔다. 지역 정치인인 케시 사왕은 피니스테레 산맥 주변과 해안가 마을에서 심각한 피해가 발생했으며 많은 사상자가 발생할 수 있다고 우려했다. 또한 많은 집과 건물이 산사태에 휩쓸린 상태라고 말했다. 수도인 포트모르스비의 관료에 따르면 이 규모의 지진 피해가 상당할 것으로 예상된다고 말했다. 금광이 있는 와우 마을에선 3명이 사망했다. 모로베주 재난국장인 찰리 마상제는 구조물 붕괴와 잔해 파편으로 부상자가 다수 발생했다고 말했다. 의료 시설, 주택, 도로와 주요 고속도로도 피해를 입었다. 산사태로 라이 해안구에서 1명이 사망했다. 카븀구에서는 3명이 사망하고 여러 명이 부상을 입었다. 이 지구에서 건물이 붕괴되고 일부 생존자는 헬기 공수를 통해 이송되었다. 관료들은 라에 인근에서 산사태로 여러 광부들이 매몰되었다고 밝혔다. 나웨구에서는 낙석으로 사망한 남성 1명을 포함해 총 4명이 사망했다. 로쿠 마을에서는 낙석으로 16세 소녀가 사망했다.
미션 항공 펠로십의 모로베주 항공 조사에 따르면 여러 산사태가 발견되었으나 그 피해는 제한적으로 분석되었다. 산악 마을의 주택 대부분은 산사태에 멀쩡했다. 마을 주민은 "매우 강한 흔들림"을 느꼈다고 증언했다. 대부분의 피해는 도로에 금이 가거나 주택과 자동차에 피해를 입고 슈퍼마켓 진열대에서 물건이 쏟아지는 일 등으로 일어났다. 인구 약 1만명의 마을인 카이난투에서는 지진으로 파이프라인이 손상되고 여러 잔해가 바닥으로 떨어졌다. 이 마을에선 흔들림이 1분 이상 이어졌다. 마을이 흩어진 채로 수만 명이 거주하는 산악 지역도 여러 지진의 영향을 받았다. 고로카 대학에서는 7층짜리 기숙사 건물에 큰 균열이 생기고 창문의 차양이 떨어졌다.이 대학 학생 10명이 부상을 입고 150명 이상이 이재민이 되었다. 파푸아뉴기니 전국적으로 흔들림이 느껴졌다. 인도네시아 파푸아주 지역의 메라우케, 자야푸라, 와메나 등의 도시에도 흔들림이 느껴졌다.
지진으로 카이난투의 수력발전소에 피해가 발생해 마당주와 모로베주 전역에 정전이 발생했다. 라에와 마당을 포함한 주 전역의 전력 공급 시설도 피해를 입었다. 포트모르즈비와 마당을 잇는 쿠물 해저 케이블망과 포트모르즈비와 시드니를 잇는 파이프 퍼시픽 케이블 운용이 중단되었다. 케이블에 여러 손상이 발견되어 파푸아뉴기니 일부 지역의 인터넷도 끊겼다. 케이블 문제로 인한 인터넷 끊김은 뉴기니고원, 아일랜즈 지방, 모마세 지방 세 지방에 영향을 미쳤다. 하일랜즈 고속도로의 특히 마캄과 라무 구간에서 큰 피해가 있었다. 피니스테레 산맥의 항공정찰 결과 여러 산사태를 발견했다. 지진의 진원 인근인 라이해안구에서도 여러 산사태가 발견되었다. 또한 고압 송전탑이 쓰러져 산불이 발생해 5채의 주택에 불이 붙었다. 마당주의 주도 마을에 있는 주택 최소 15채가 붕괴되거나 불에 탔다. 도심의 성당 지붕도 지진으로 붕괴되었다. 지방 전역의 많은 사람들이 집을 잃고 노숙자가 되었다. 마당시 자체에서는 주택 389채가 붕괴되었고 10명이 부상을 입었다. 망기앙과 우미/앗제라 교외 LLG에서는 주택 23채가 붕괴되었다. 지진으로 주택 총 1,076채가 파손되거나 붕괴되었다.

## 반응
UTC 23시 55분에 태평양 지진해일 경보 센터(PTWC)에서 진원에서 1,000 km 안쪽에 있는 파푸아뉴기니와 인도네시아의 해안 지역에 위험한 쓰나미가 덮칠 가능성이 있다며 쓰나미 경보를 발령했다. PTWC는 UTC 0시 25분에 쓰나미 위협이 끝났다고 발표했다. 하지만 일부 지역에서 "약간의 해수면 변동"이 발생할 수 있다고 덧붙였다. USGS에서는 "일부 사상자와 피해가 발생할 수 있으며 그 영향은 상대적으로 국지적일 것"이라고 PAGER 서비스에서 추정했다. 쓰나미를 두려워한 현장의 주민은 해수면이 낮아지는 것을 보고 급하게 고지대로 대피했다.
소규모 항공 회사와 선교 단체는 정글 지역 마을에서 부상자를 공수하는 데 도움을 주었다. 작전에 참여한 한 참여자는 지형과 날씨 때문에 생존자 공수가 어려움을 겪고 있다고 말했다. 마라페 총리는 국가 및 지방의 재난 단체에 피해 조사를 지시했다. 또한 총리는 피해 정도가 2018년 지진의 피해보다는 적을 것이라고 덧붙였다. 카이난투의 K92 광산 회사는 현장 점검을 실시하고 노동자의 안전을 위해 일시적으로 휴업했다. 큰 피해는 보고되지 않았다. 하지만 펌프와 파이프라인 일부가 파손되었다. 손상된 장비를 수리한 후 8시간만에 작업이 재개되었다. 욘키댐에서도 피해 평가가 이루어졌다.
고로카 대학교의 이재민 학생 150명 이상은 오키유파, 아사리우파, 고로카 북부의 마을과 교실에 임시로 수용되었다. 또한 대학은 파손된 기숙사에 학생이 출입하지 못하도록 막았다. 불로로의 한 관료는 9월 13일 기준으로도 여전히 피해를 확인중이라고 말했다. 낙석이 계속 발생한다고 보고되었다. 시골 산악 지역의 많은 생존자가 여전히 자원봉사자와 민간 항공사의 구조를 기다리고 있었다. 다다코 PNG 회사는 해저 케이블망을 따라 피해 확인 및 복구 작업을 진행중이라고 밝혔다. 동부하일랜즈주, 라에주, 코코포 지역에서 인터넷이 끊길 수 있다고 밝혔다. 모로베의 학교는 지원을 계속 받을 수 있도록 지역 개발 공무원에게 피해를 보고하도록 권고받았지만 관련 보고는 나오지 않았다.
마당주와 모로베주의 지방 정부 관계자가 모여 구호 활동 분배 계획을 논의했다. 피해 범위는 아직 확인중이며 영향을 받은 마을을 계속 확인중이라고 말했다. 관료는 식량 배급 및 기타 필수품을 우선순위로 보내겠다고 말했다. 카브움 지방정부는 선거 폭력 사태로 정부청사 건물이 파괴되어 지원 제공이 어렵다고 밝혔다. 마라페 총리는 구호 활동을 위해 1천만 키나를 지원하겠다고 밝혔다.

## 같이 보기
- 2022년 지진
- 파푸아뉴기니의 지진 목록